# Stora Bredsjön, Dalarna
Stora Bredsjön är en sjö i Hedemora kommun i Dalarna och ingår i Dalälvens huvudavrinningsområde. Sjön har en area på 0,246 kvadratkilometer och ligger 226,1 meter över havet. Sjön avvattnas av vattendraget Trollbosjöån.

## Delavrinningsområde
Stora Bredsjön ingår i det delavrinningsområde (668887-151907) som SMHI kallar för Utloppet av Stora Bredsjön. Medelhöjden är 230 meter över havet och ytan är 0,81 kvadratkilometer. Det finns inga avrinningsområden uppströms utan avrinningsområdet är högsta punkten. Trollbosjöån som avvattnar avrinningsområdet har biflödesordning 2, vilket innebär att vattnet flödar genom totalt 2 vattendrag innan det når havet efter 159 kilometer. Avrinningsområdet består mestadels av skog (59 procent). Avrinningsområdet har 0,24 kvadratkilometer vattenytor vilket ger det en sjöprocent på 30,1 procent.